# Copa América Feminina
A Copa América Feminina, anteriormente conhecida como Campeonato Sul-Americano de Futebol Feminino (em espanhol: Campeonato Sudamericano Femenino), é o principal torneio entre as seleções de futebol feminino da Confederação Sul-Americana de Futebol (CONMEBOL).
Foi realizado pela primeira vez em 1991. Nas duas primeiras edições do torneio, apenas uma equipe (a campeã) se classificou para a Copa do Mundo de Futebol Feminino. Na terceira edição, os campeões se classificaram automaticamente, enquanto o vice-campeão do torneio enfrentou uma equipe da CONCACAF em uma partida de play-off para chegar à Copa do Mundo. Na quarta edição, duas vagas automáticas foram dadas para a Copa do Mundo Feminina de 2003: para os campeões e a segunda colocada, respectivamente, uma situação parecida para as edições de 2007 e 2011.
Em dezembro de 2020, a CONMEBOL anunciou que o torneio seria realizado a cada dois anos, em vez de a cada quatro anos, a partir de 2022.

## História

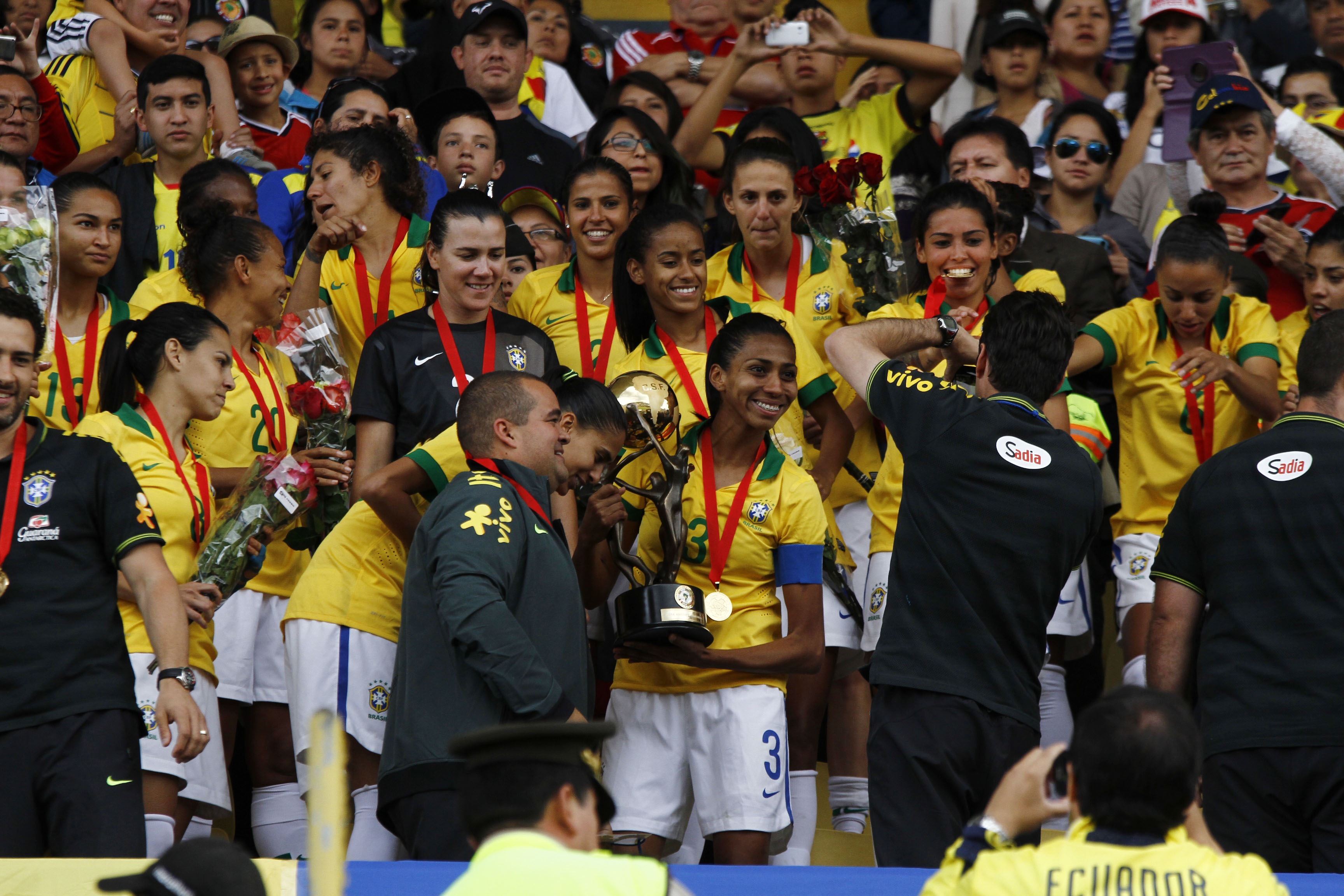
A Seleção Brasileira é a que mais títulos possui na competição e a que mais possui partidas invictas.

A competição foi disputada pela primeira vez em Maringá, cidade do estado brasileiro do Paraná, em 1991. Foi o único critério adotado pela CONMEBOL como qualificatório para a primeira Copa do Mundo de Futebol Feminino, realizada naquele mesmo ano. 
Em sua primeira edição, contou com a participação do Brasil, Chile e Venezuela. Por sua vez, Argentina, Bolívia e Equador participaram pela primeira vez da edição de 1995 organizada em Minas Gerais. Já na terceira edição, realizada na Argentina, contou com a participação das dez seleções da confederação pela primeira vez, incluindo a estreia da Colômbia, Paraguai, Uruguai e Peru. A partir da edição de 2010, o torneio passaria oficialmente a se chamar Copa América Femenina.

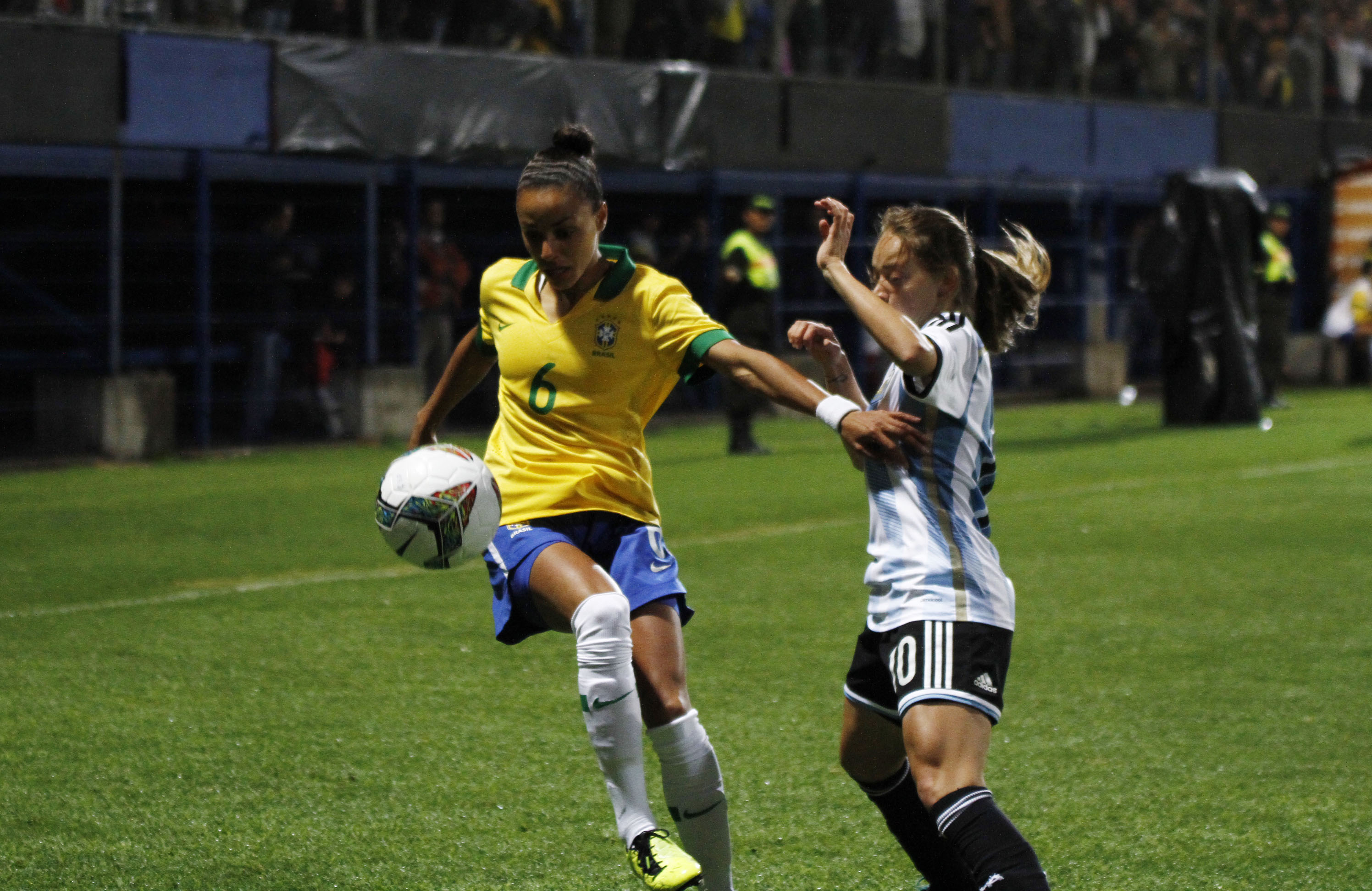
Partida entre Brasil e Argentina na Copa América Feminina de 2014.

Serviu como eliminatória para a Copa do Mundo, de 2006 a 2022, o torneio ainda serve como eliminatória para os Jogos Olímpicos. Nas duas primeiras edições do torneio apenas a seleção vencedora se qualificava para a Copa do Mundo. Na terceira edição, o campeão passou a se qualificar automaticamente, enquanto que a seleção vice-campeã passou a ter que disputar uma partida de playoff contra uma seleção da CONCACAF. A partir da quarta edição, os dois primeiros passaram a se qualificar automaticamente para a Copa. Da mesma forma, desde 2010 o torneio também serve como qualificação de quatro vagas a que a confederação tem direito nos Jogos Pan-Americanos. 
Em 2024, a CONMEBOL anuncia uma reformulação no torneio, que deixa de valer vagas para a Copa do Mundo, que agora é decidida em um esquema de classificatórias continentais num modelo de todos contra todos em pontos corridos. A competição ainda segue valendo vaga para os Jogos Pan-Americanos e Olímpicos.
Com nove vitórias, o Brasil é o maior vencedor do torneio. Em 2006, a seleção da Argentina surpreendeu e venceu as favoritas brasileiras tornando-se campeã pela primeira e única vez. Esta foi a primeira derrota da Seleção Brasileira na competição, sendo que até hoje o país só perdeu duas vezes, ambas para a Argentina (a outra derrota aconteceu em 2014).
Também são realizados campeonato para as seleções Sub-20 (desde 2004) e Sub-17 (desde 2008).

## Títulos

### Por seleção
| Seleção   | Títulos                                                   | Vices                       | 3.º lugar             | 4.º lugar       |
| --------- | --------------------------------------------------------- | --------------------------- | --------------------- | --------------- |
| Brasil    | 9 (1991, 1995, 1998, 2003, 2010, 2014, 2018, 2022 e 2025) | 1 (2006)                    | —                     | —               |
| Argentina | 1 (2006)                                                  | 3 (1995, 1998 e 2003)       | 3 (2018, 2022 e 2025) | 2 (2010 e 2014) |
| Colômbia  | —                                                         | 4 (2010, 2014, 2022 e 2025) | 1 (2003)              | 1 (2018)        |
| Chile     | —                                                         | 2 (1991 e 2018)             | 2 (1995 e 2010)       | —               |
| Equador   | —                                                         | —                           | 1 (2014)              | 2 (1995 e 1998) |
| Peru      | —                                                         | —                           | 1 (1998)              | 1 (2003)        |
| Uruguai   | —                                                         | —                           | 1 (2006)              | 1 (2025)        |
| Venezuela | —                                                         | —                           | 1 (1991)              | —               |
| Paraguai  | —                                                         | —                           | —                     | 2 (2006 e 2022) |

## Classificação histórica
| Pos. | Seleção   | Part. | Pts | J  | V  | E | D  | GF  | GC  | SG   |
| ---- | --------- | ----- | --- | -- | -- | - | -- | --- | --- | ---- |
| 1    | Brasil    | 9     | 142 | 50 | 47 | 1 | 2  | 268 | 18  | +250 |
| 2    | Argentina | 8     | 95  | 50 | 30 | 5 | 15 | 120 | 64  | +56  |
| 3    | Colômbia  | 7     | 73  | 40 | 22 | 7 | 11 | 89  | 65  | +24  |
| 4    | Chile     | 9     | 49  | 39 | 14 | 7 | 18 | 69  | 77  | −8   |
| 5    | Paraguai  | 7     | 47  | 31 | 15 | 2 | 14 | 61  | 64  | −3   |
| 6    | Equador   | 8     | 41  | 35 | 12 | 5 | 18 | 57  | 87  | −30  |
| 7    | Venezuela | 8     | 24  | 29 | 7  | 3 | 19 | 28  | 85  | −57  |
| 8    | Peru      | 7     | 23  | 31 | 6  | 5 | 20 | 23  | 78  | −55  |
| 9    | Uruguai   | 7     | 21  | 29 | 6  | 3 | 20 | 29  | 83  | −54  |
| 10   | Bolívia   | 8     | 11  | 30 | 3  | 2 | 25 | 27  | 150 | −123 |

Fonte: 

## Participações
Legenda
- 1º – Campeão
- 2º – Vice-campeão
- 3º – Terceiro lugar
- 4º – Quarto lugar
- GS – Grupos
- — Sedes

| Seleção   | 1991 (3) | 1995 (5) | 1998 (10) | 2003 (10) | 2006 (10) | 2010 (10) | 2014 (10) | 2018 (10) | 2022 (10) | 2025 (10) | Total |
| --------- | -------- | -------- | --------- | --------- | --------- | --------- | --------- | --------- | --------- | --------- | ----- |
| Argentina | —        | 2º       | 2º        | 2º        | 1º        | 4º        | 4º        | 3º        | 3º        | 3º        | 9     |
| Bolívia   | —        | 5º       | GS        | GS        | GS        | GS        | GS        | GS        | GS        | GS        | 9     |
| Brasil    | 1º       | 1º       | 1º        | 1º        | 2º        | 1º        | 1º        | 1º        | 1º        | 1º        | 10    |
| Chile     | 2º       | 3º       | GS        | GS        | GS        | 3º        | GS        | 2º        | 5º        | 6º        | 10    |
| Colômbia  | —        | —        | GS        | 3º        | GS        | 2º        | 2º        | 4º        | 2º        | 2º        | 8     |
| Equador   | —        | 4º       | 4º        | GS        | GS        | GS        | 3º        | GS        | GS        | GS        | 9     |
| Paraguai  | —        | —        | GS        | GS        | 4º        | GS        | GS        | GS        | 4º        | 5º        | 8     |
| Peru      | —        | —        | 3º        | 4º        | GS        | GS        | GS        | GS        | GS        | GS        | 8     |
| Uruguai   | —        | —        | GS        | GS        | 3º        | GS        | GS        | GS        | GS        | 4º        | 8     |
| Venezuela | 3º       | —        | GS        | GS        | GS        | GS        | GS        | GS        | 6º        | GS        | 9     |

## Artilheiras
| Edição | Jogadora         | Seleção   | Gols | Jogos |
| ------ | ---------------- | --------- | ---- | ----- |
| 1991   | Adriana          | Brasil    | 4    | 2     |
| 1995   | Sissi            | Brasil    | 12   | 4     |
| 1998   | Roseli           | Brasil    | 16   | 6     |
| 2003   | Marisol Medina   | Argentina | 7    | 5     |
| 2006   | Cristiane        | Brasil    | 12   | 7     |
| 2010   | Marta            | Brasil    | 9    | 7     |
| 2014   | Cristiane        | Brasil    | 6    | 7     |
| 2018   | Catalina Usme    | Colômbia  | 9    | 7     |
| 2022   | Yamila Rodríguez | Argentina | 6    | 6     |
| 2025   | Amanda Gutierres | Brasil    | 6    | 6     |
| 2025   | Claudia Martínez | Paraguai  | 6    | 6     |

## Treinadores vencedores
| Edição | Treinador(a)    | Seleção   |
| ------ | --------------- | --------- |
| 1991   | Edil            | Brasil    |
| 1995   | Ademar Fonseca  | Brasil    |
| 1998   | José Duarte     | Brasil    |
| 2003   | Paulo Gonçalves | Brasil    |
| 2006   | Carlos Borrello | Argentina |
| 2010   | Kleiton Lima    | Brasil    |
| 2014   | Vadão           | Brasil    |
| 2018   | Vadão           | Brasil    |
| 2022   | Pia Sundhage    | Brasil    |
| 2025   | Arthur Elias    | Brasil    |

## PrêmioFair Play
| Edição | Seleção   |
| ------ | --------- |
| 1998   | Argentina |
| 2006   | Paraguai  |
| 2010   | Chile     |
| 2014   | Argentina |
| 2018   | Chile     |
| 2022   | Chile     |
| 2025   | Argentina |

## Classificações

### Copa do Mundo
| Seleção   | Vezes | Anos de classificação                                 |
| --------- | ----- | ----------------------------------------------------- |
| Brasil    | 9     | 1991, 1995, 1999, 2003, 2007, 2011, 2015, 2019 e 2023 |
| Argentina | 4     | 2003, 2007, 2019 e 2023                               |
| Colômbia  | 3     | 2011, 2015 e 2023                                     |
| Equador   | 1     | 2015                                                  |
| Chile     | 1     | 2019                                                  |

### Jogos Olímpicos
| Seleção   | Vezes | Anos de classificação                                 |
| --------- | ----- | ----------------------------------------------------- |
| Brasil    | 9     | 1996, 2000, 2004, 2008, 2012, 2016, 2020, 2024 e 2028 |
| Colômbia  | 4     | 2012, 2016, 2024 e 2028                               |
| Argentina | 1     | 2008                                                  |
| Chile     | 1     | 2020                                                  |

### Jogos Pan-Americanos
| Seleção   | Vezes | Anos de classificação         |
| --------- | ----- | ----------------------------- |
| Argentina | 5     | 2011, 2015, 2019, 2023 e 2027 |
| Colômbia  | 3     | 2011, 2015 e 2019             |
| Paraguai  | 2     | 2019, 2023 e 2027             |
| Chile     | 2     | 2011 e 2023                   |
| Brasil    | 2     | 2011 e 2015                   |
| Peru      | 2     | 2019 e 2027                   |
| Equador   | 1     | 2015                          |
| Uruguai   | 1     | 2027                          |
| Venezuela | 1     | 2023                          |